# Ty Jerome
Pour les articles homonymes, voir Jerome.
Ty Jeremy Jerome, né le 8 juillet 1997 à New York, est un joueur de basket-ball américain évoluant aux postes de meneur et arrière. Il mesure 1,94 m.

## Biographie

### Carrière universitaire
Jerome remporte le championnat universitaire 2019 avec les Cavaliers de la Virginie.
Le 15 avril 2019, il annonce sa candidature à la draft 2019 de la NBA.

### Carrière professionnelle

#### Suns de Phoenix (2019-2020)
Le 20 juin 2019, lors de la draft NBA 2019, il est drafté en 24e position par les 76ers de Philadelphie. Le lendemain, ses droits de draft sont transférés aux Celtics de Boston, avec ceux de Carsen Edwards en échange des droits sur Matisse Thybulle.
Le 6 juillet 2019, les droits de draft de Jerome sont transférés aux Suns de Phoenix avec Aron Baynes en échange de la condition sur un premier tour de draft 2018. Le même jour, il signe un contrat avec les Suns de Phoenix.
Entre le 25 novembre 2019 et le 5 mars 2020, il est envoyé plusieurs fois chez les Suns de Northern Arizona, l'équipe de G-League affiliée aux Suns de Phoenix.

#### Thunder d'Oklahoma City (2020-2022)
Le 16 novembre 2020, il est envoyé au Thunder d'Oklahoma City en compagnie de Ricky Rubio, Kelly Oubre et Jalen Lecque et un premier tour de draft 2022 en échange de Chris Paul et Abdel Nader.

#### Warriors de Golden State (2022-2023)
Le 30 septembre 2022, il est transféré vers les Rockets de Houston en compagnie de Derrick Favors, Théo Maledon, Maurice Harkless et un second tour de draft 2025 contre David Nwaba, Sterling Brown, Trey Burke et Marquese Chriss.
Coupé par les Rockets, il s'engage avec les Warriors de Golden State via un contrat two-way.

#### Cavaliers de Cleveland (2023-2025)
Le 6 juillet 2023, il signe avec les Cavaliers de Cleveland pour deux saisons et 5 millions de dollars.

#### Grizzlies de Memphis (depuis 2025)
Agent libre à l'été 2025, Ty Jerome signe un contrat de 28 millions de dollars sur trois ans avec les Grizzlies de Memphis.

## Statistiques
Gras = ses meilleures performances

### Universitaires
| Saison    | Équipe   | Matchs | Titul. | Min./m | % Tir | % 3pts | % LF | Rbds/m. | Pass/m. | Int/m. | Ctr/m. | Pts/m. |
| --------- | -------- | ------ | ------ | ------ | ----- | ------ | ---- | ------- | ------- | ------ | ------ | ------ |
| 2016-2017 | Virginie | 34     | 5      | 13,9   | 47,3  | 39,7   | 77,8 | 1,62    | 1,47    | 0,44   | 0,06   | 4,32   |
| 2017-2018 | Virginie | 34     | 34     | 30,8   | 42,1  | 37,9   | 90,5 | 3,12    | 3,88    | 1,62   | 0,03   | 10,65  |
| 2018-2019 | Virginie | 37     | 37     | 34,0   | 43,5  | 39,9   | 73,6 | 4,22    | 5,46    | 1,54   | 0,03   | 13,57  |
| Carrière  | Carrière | 105    | 76     | 26,4   | 43,5  | 39,2   | 78,8 | 3,02    | 3,66    | 1,21   | 0,04   | 9,63   |

### Professionnelles

#### Saison régulière
| Saison    | Équipe        | Matchs | Titul. | Min./m | % Tir | % 3pts | % LF | Rbds/m. | Pass/m. | Int/m. | Ctr/m. | Pts/m. |
| --------- | ------------- | ------ | ------ | ------ | ----- | ------ | ---- | ------- | ------- | ------ | ------ | ------ |
| 2019-2020 | Phoenix       | 31     | 0      | 10,6   | 33,6  | 28,0   | 75,0 | 1,48    | 1,42    | 0,48   | 0,10   | 3,29   |
| 2020-2021 | Oklahoma City | 33     | 1      | 23,9   | 44,6  | 42,3   | 76,5 | 2,76    | 3,64    | 0,61   | 0,18   | 10,70  |
| 2021-2022 | Oklahoma City | 48     | 4      | 16,7   | 37,8  | 29,0   | 80,9 | 1,62    | 2,27    | 0,62   | 0,10   | 7,08   |
| 2022-2023 | Golden State  | 45     | 2      | 18,1   | 48,8  | 38,9   | 92,7 | 1,73    | 3,00    | 0,51   | 0,11   | 6,87   |
| 2023-2024 | Cleveland     | 2      | 0      | 7,4    | 50,0  | 0,0    | 0,0  | 0,50    | 1,50    | 0,00   | 0,00   | 2,00   |
| 2024-2025 | Cleveland     | 70     | 3      | 19,9   | 51,6  | 43,9   | 87,2 | 2,50    | 3,40    | 1,10   | 0,00   | 12,50  |
| Carrière  | Carrière      | 229    | 10     | 18,1   | 45,8  | 38,1   | 85,0 | 2,00    | 2,80    | 0,70   | 0,10   | 8,70   |

Mise à jour le 3 juillet 2025

#### Playoffs
| Saison   | Équipe    | Matchs | Titul. | Min./m | % Tir | % 3pts | % LF | Rbds/m. | Pass/m. | Int/m. | Ctr/m. | Pts/m. |
| -------- | --------- | ------ | ------ | ------ | ----- | ------ | ---- | ------- | ------- | ------ | ------ | ------ |
| 2025     | Cleveland | 9      | 1      | 21,2   | 40,2  | 38,9   | 85,0 | 2,40    | 3,60    | 0,60   | 0,10   | 11,70  |
| Carrière | Carrière  | 9      | 1      | 21,2   | 40,2  | 38,9   | 85,0 | 2,40    | 3,60    | 0,60   | 0,10   | 11,70  |

Mise à jour le 3 juillet 2025

## Records sur une rencontre en NBA
Les records personnels de Ty Jerome en NBA sont les suivants, :
| Type de statistique        | Saison régulière | Saison régulière         | Saison régulière |
| Type de statistique        | Record           | Adversaire               | Date             |
| -------------------------- | ---------------- | ------------------------ | ---------------- |
| Points                     | 33               | @ Sixers de Philadelphie | 24 janvier 2025  |
| Paniers marqués            | 11               | @ Sixers de Philadelphie | 24 janvier 2025  |
| Paniers tentés             | 22               | @ Suns de Phoenix        | 29 décembre 2021 |
| Paniers à 3 points réussis | 8                | @ Sixers de Philadelphie | 24 janvier 2025  |
| Paniers à 3 points tentés  | 12               | 2 fois                   | 2 fois           |
| Lancers francs réussis     | 6                | @ Heat de Miami          | 8 décembre 2024  |
| Lancers francs tentés      | 7                | @ Lakers de Los Angeles  | 10 février 2020  |
| Rebonds offensifs          | 5                | @ Suns de Phoenix        | 29 décembre 2021 |
| Rebonds défensifs          | 7                | Jazz de l'Utah           | 28 décembre 2022 |
| Rebonds totaux             | 8                | @ Suns de Phoenix        | 29 décembre 2021 |
| Passes décisives           | 8                | 3 fois                   | 3 fois           |
| Interceptions              | 4                | Raptors de Toronto       | 24 novembre 2024 |
| Contres                    | 2                | 2 fois                   | 2 fois           |
| Balles perdues             | 5                | 2 fois                   | 2 fois           |
| Minutes jouées             | 41               | @ Cavaliers de Cleveland | 20 janvier 2023  |

- Double-double : 1 (dont 1 en playoffs)
- Triple-double : 0

Dernière mise à jour : 26 avril 2025